# Kráľova Lehota
Kráľova Lehota je obec na Slovensku v okrese Liptovský Mikuláš na soutoku řek Boca a Váh. Řeka Váh vzniká na území Kráľovy Lehoty soutokem Bílého a Černého Váhu. V roce 2016 zde žilo 583 obyvatel. První písemná zmínka o obci pochází z konce 13. století.

## Rodáci
- Prof. Ing. Oldrich Benda DrSc. – Elektrotechnik, vysokoškolský pedagog, člen korespondent SAV a ČSAV.
- Krista Bendová – slovenská básnířka, prozaička, novinářka a dramatička.
- Ondrej Jariabek – slovenský herec.
- Zora Kolínska – slovenská herečka a zpěvačka
- Július Štetka – malíř

## Galerie

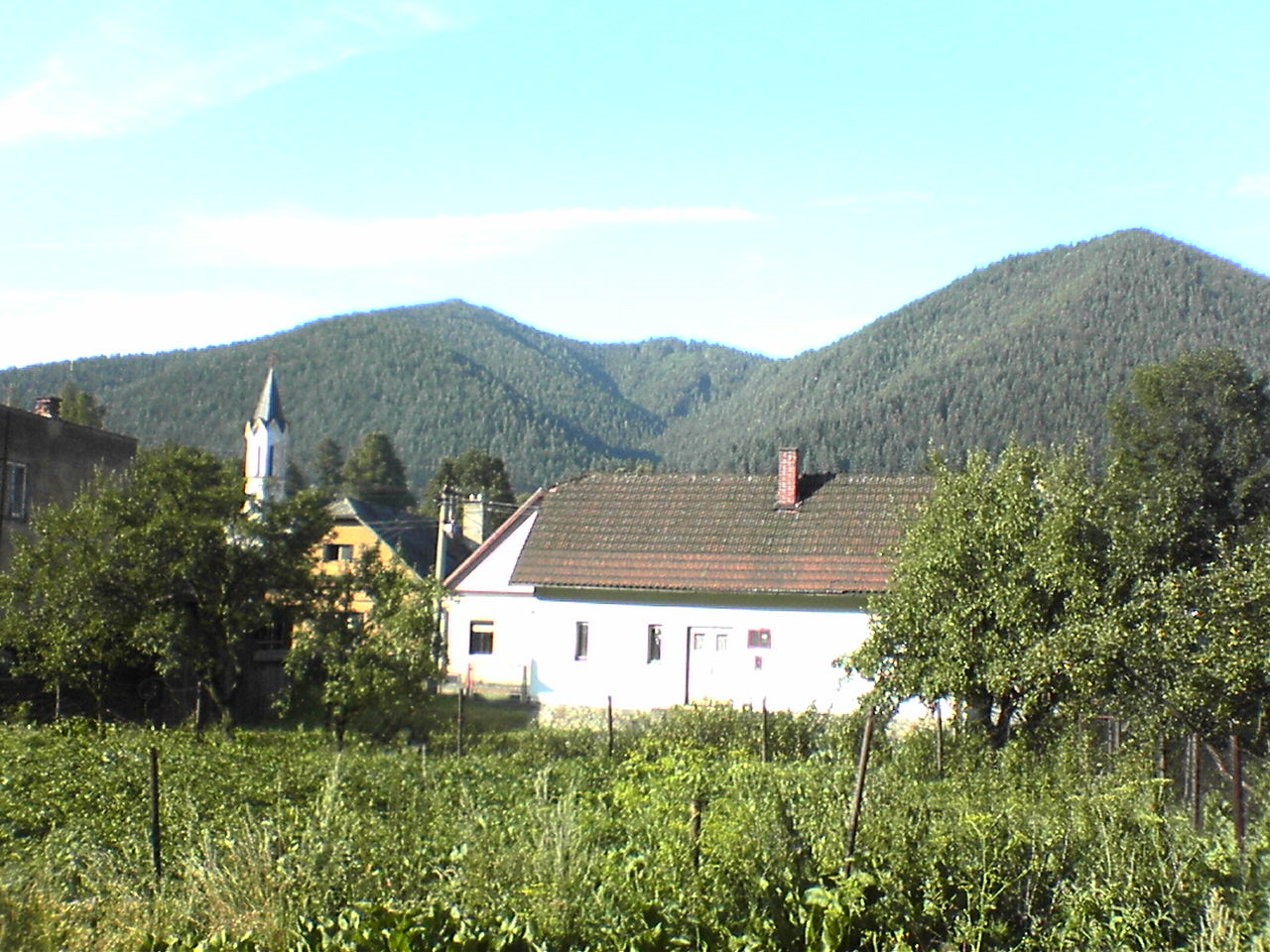
Kráľova Lehota
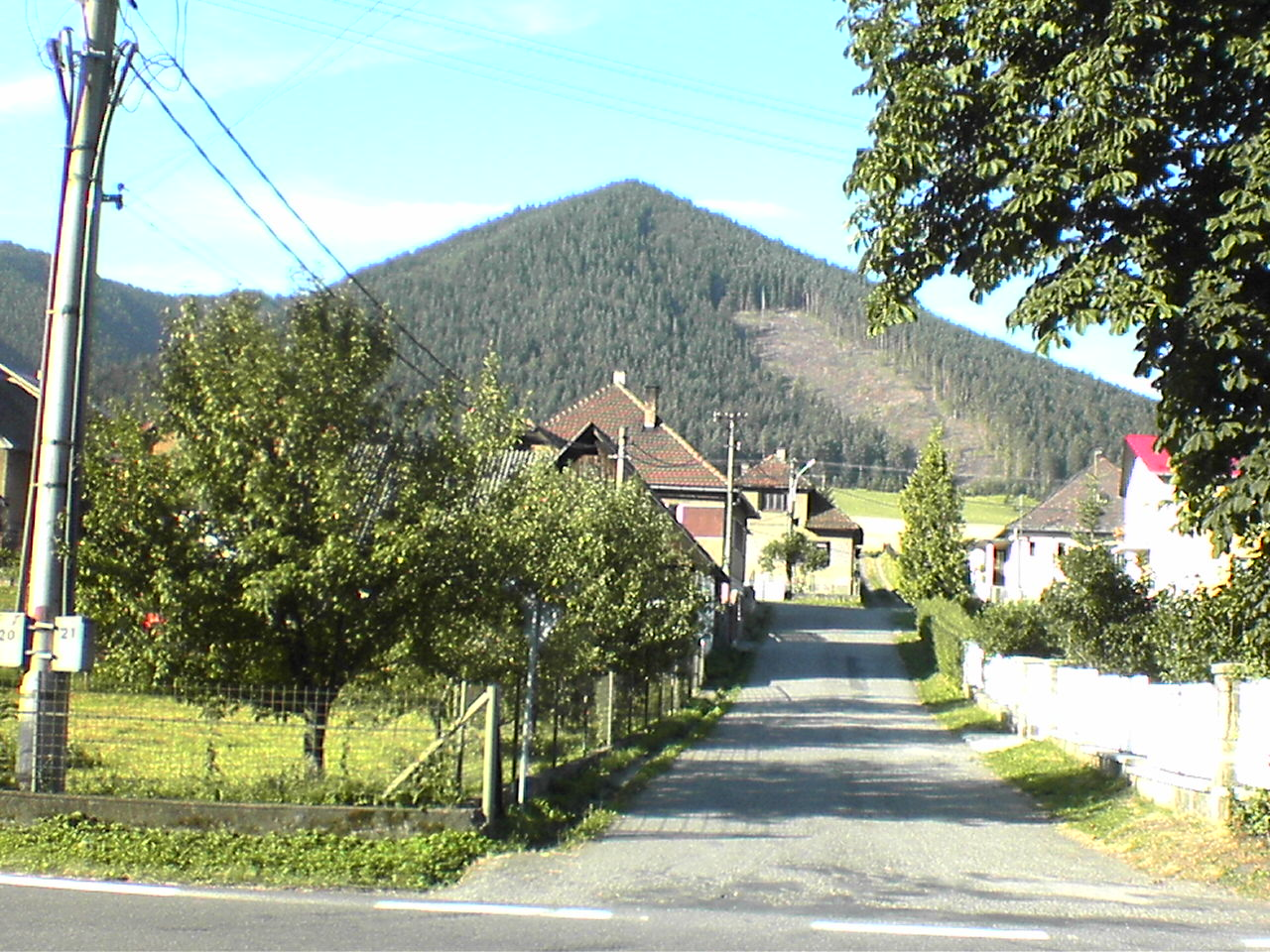
Kráľova Lehota s vrchem Mních v pozadí
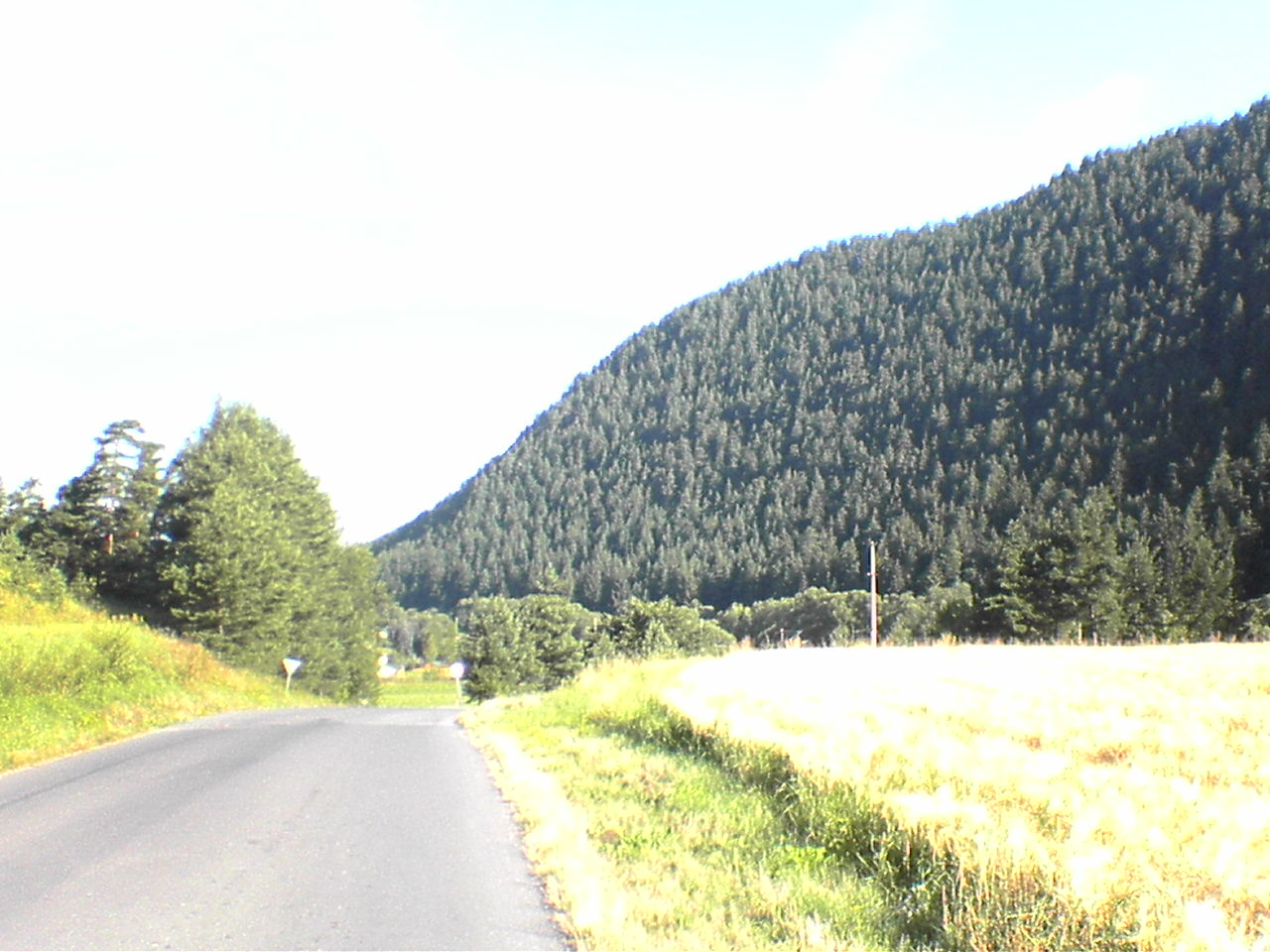
Vjezd do obce z východu